# Nephrotoma ferruginea
Nephrotoma ferruginea is een tweevleugelige uit de familie langpootmuggen (Tipulidae). De soort komt voor in het Nearctisch en Neotropisch gebied.